# Kanpitcha Chanakaree
Kanpitcha Chanakaree (thailändisch กานต์พิชชา ชะนะการี, * 13. November 1998) ist ein thailändischer Fußballspieler.

## Karriere
Kanpitcha Chanakaree, stand, bevor er 2020 zum Sukhothai FC wechselte, beim Ayutthaya FC, Simork FC und dem Port FC unter Vertrag. Der Verein aus Sukhothai spielte in der höchsten Liga des Landes, der Thai League. Sein Erstligadebüt gab er am 10. November 2020 im Heimspiel gegen Chiangrai United. Hier wurde er in der 90.+6 Minute für Nattawut Jaroenboot eingewechselt. Sukhothai gewann das Spiel mit 2:0. Für Sukhothai absolvierte er drei Erstligaspiele. Am Ende der Saison 2020/21 musste er mit dem Verein in die zweite Liga absteigen. Nach dem Abstieg verließ er den Klub und schloss sich im August 2021 dem Zweitligaabsteiger Sisaket FC an. Mit dem Verein aus Si Sa KetSisaket spielte er in der North/Eastern Region der Liga. Am Ende der Saison wurde er mit Sisaket Vizemeister der Region. In den Aufstiegsspielen zur zweiten Liga konnte man sich nicht durchsetzen. Für Sisaket stand er 21-mal in der dritten Liga auf dem Spielfeld. Im Juni 2022 wechselte er zum Drittligisten Songkhla FC. Der Verein aus Songkhla trat in der Southern Region an. Am Ende der Saison feierte er mit dem Klub die Meisterschaft der Region und die Qualifikation zu den Aufstiegsrunde zur zweiten Liga. Hier konnte man sich jedoch nicht durchsetzen. Nach der Saison wurde sein Vertrag nicht verlängert. Im Dezember 2023 unterschrieb er einen Vertrag beim Drittligisten Angthong FC. Mit dem Verein spielte er zehnmal in der Western- und dreimal in der Central Region der Liga. Nach der Hinrunde verpflichtete ihn der ebenfalls in der Central Region spielende Pathumthani University FC.

## Erfolge
Songkhla FC
- Thai League 3 – South: 2022/23